# Le schiave della città
Le schiave della città  (Lady in the Dark) è un film del 1944 diretto da Mitchell Leisen e interpretato da Ginger Rogers nella parte che, sul palcoscenico, era stata di Gertrude Lawrence. Il film è basato sul musical del 1941 Lady in the Dark scritto da Kurt Weill (musiche), Ira Gershwin (parole) e Moss Hart (libretto), che andò in scena a Broadway il 23 gennaio 1941. Mischa Auer ha il ruolo di Paxton che, a Broaway, era stato interpretato da Danny Kaye. La giovane Gail Russell, qui al suo secondo film, appare nel ruolo dell'adolescente Barbara.
Il film ricevette tre candidature agli Oscar: per la miglior fotografia, miglior colonna sonora e miglior scenografia.

## Produzione
Il film fu prodotto dalla Paramount Pictures. Venne girato a Hollywood, negli studi della Paramount al 5555 di Melrose Avenue e le riprese durarono dal 9 dicembre 1942 al 20 marzo 1943.

## Distribuzione
Distribuito dalla Paramount Pictures, il film uscì nelle sale cinematografiche statunitensi il 10 febbraio 1944. Furono organizzate due prime, una nazionale il 9 febbraio a Hollywood, una cittadina a New York il 22 febbraio 1944. Il film ebbe una distribuzione internazionale.